# HMLAT-303
Escadron d'entraînement d'hélicoptère  léger d'attaque 303 (USMC)
Le Marine Light Attack Helicopter Training Squadron 303 ou HMLAT-303 est un escadron d'entraînement d'hélicoptères du Corps des Marines des États-Unis stationné à la Marine Corps Air Station Camp Pendleton, en Californie. Connu sous le nom de "Atlas", le HMLAT-303 forme des aviateurs navals nouvellement désignés, des pilotes de conversion, des pilotes de recyclage nouvellement mis en service sur le Bell UH-1Y Venom et le  AH-1Z Viper. C'est un Fleet Replacement Squadron qui relève du commandement du Marine Aircraft Group 3 (MAG-39) et du 3rd Marine Aircraft Wing (3rd MAW).

## Historique
Le HMLAT-303 a été activé avec quatre officiers et trois Marines enrôlés le 30 avril 1982. Aujourd'hui, l'escadron est passé à plus de 400 Marines et 45 avions. Basé au Marine Corps Base Camp Pendleton, en Californie, il organise un programme de formation complet comprenant : la familiarisation, la navigation, les munitions, le terrain, la formation, les instruments et le vol avec lunettes de vision nocturne. L'escadron se déploie périodiquement à la Marine Corps Air Station Yuma, en Arizona, où l'efficacité de la formation est améliorée en raison de la proximité des zones de livraison des munitions et des conditions météorologiques exceptionnelles.
Le HMLAT-303 a formé des pilotes de Bell AH-1 Cobra et UH-1N Twin Huey (en) pour le Corps des Marines et la Marine pendant plus de 20 ans, jusqu'à ce que les deux plates-formes soient mises à niveau vers les nouveaux AH-1Z Viper et UH-1Y Venom.

### Récompenses
- Navy Unit Commendation
- Meritorious Unit Commendation
- National Defense Service Medal
- Global War on Terrorism Service Medal

## Galerie
|                       |
| HU-1Y Venom de l'USMC |

|                      |
| AH-1 Viper de l'USMC |